# Route Adélie de Vitré 2015
La 20e édition de la Route Adélie de Vitré a eu lieu le 3 avril 2015. La course fait partie du calendrier UCI Europe Tour 2015 en catégorie 1.1. C'est également la quatrième épreuve de la Coupe de France sur route.
L'épreuve a été remportée lors d'un sprint massif par le Français Romain Feillu (Bretagne-Séché Environnement) qui s'impose devant son compatriote Nacer Bouhanni (Cofidis) et le Belge Timothy Dupont (Roubaix Lille Métropole).
Pour les accessits, le Français Christophe Riblon (AG2R La Mondiale) gagne celui du coureur le plus combatif.

## Présentation

### Équipes
Classée en catégorie 1.1 de l'UCI Europe Tour, la Route Adélie de Vitré est par conséquent ouverte aux WorldTeams dans la limite de 50 % des équipes participantes, aux équipes continentales professionnelles, aux équipes continentales et aux équipes nationales.
Dix-huit équipes participent à cette Route Adélie de Vitré - deux WorldTeams, huit équipes continentales professionnelles et huit équipes continentales :
| UCI WorldTeams   | UCI WorldTeams | UCI WorldTeams |
| Nom de l'équipe  | Pays           | Code           |
| ---------------- | -------------- | -------------- |
| AG2R La Mondiale | France         | ALM            |
| FDJ              | France         | FDJ            |

| Équipes continentales professionnelles | Équipes continentales professionnelles | Équipes continentales professionnelles |
| Nom de l'équipe                        | Pays                                   | Code                                   |
| -------------------------------------- | -------------------------------------- | -------------------------------------- |
| Androni Giocattoli-Sidermec            | Italie                                 | AND                                    |
| Bretagne-Séché Environnement           | France                                 | BSE                                    |
| Cofidis                                | France                                 | COF                                    |
| Colombia                               | Colombie                               | COL                                    |
| Cult Energy                            | Danemark                               | CLT                                    |
| Europcar                               | France                                 | EUC                                    |
| RusVelo                                | Russie                                 | RVL                                    |
| UnitedHealthcare                       | États-Unis                             | UHC                                    |

| Équipes continentales   | Équipes continentales | Équipes continentales |
| Nom de l'équipe         | Pays                  | Code                  |
| ----------------------- | --------------------- | --------------------- |
| Armée de Terre          | France                | ADT                   |
| Auber 93                | France                | AUB                   |
| CCT-Champion System     | Nouvelle-Zélande      | CCT                   |
| Kinan                   | Japon                 | KIN                   |
| Marseille 13 KTM        | France                | M13                   |
| Roubaix Lille Métropole | France                | RLM                   |
| Vorarlberg              | Autriche              | VBG                   |
| Wallonie-Bruxelles      | Belgique              | WBC                   |

### Règlement de la course

#### Primes
Les vingt prix sont attribués suivant le barème de l'UCI,. Le total général des prix distribués est de 14 477 €.
| Position | 1er     | 2e      | 3e      | 4e    | 5e    | 6e    | 7e    | 8e    | 9e    | 10e à 20e |
| Prix     | 5 785 € | 2 895 € | 1 445 € | 715 € | 580 € | 433 € | 433 € | 287 € | 287 € | 147 €     |

## Classements

### Classement final
| Classement final | Classement final    | Classement final | Classement final             | Classement final   |
|                  | Coureur             | Pays             | Équipe                       | Temps              |
| ---------------- | ------------------- | ---------------- | ---------------------------- | ------------------ |
| 1er              | Romain Feillu       | France           | Bretagne-Séché Environnement | en 4 h 58 min 55 s |
| 2e               | Nacer Bouhanni      | France           | Cofidis                      | m.t                |
| 3e               | Timothy Dupont      | Belgique         | Roubaix Lille Métropole      | m.t                |
| 4e               | Christophe Laborie  | France           | Bretagne-Séché Environnement | m.t                |
| 5e               | Benjamin Giraud     | France           | Marseille 13 KTM             | m.t                |
| 6e               | Steven Tronet       | France           | Auber 93                     | m.t                |
| 7e               | Baptiste Planckaert | Belgique         | Roubaix Lille Métropole      | m.t                |
| 8e               | Samuel Dumoulin     | France           | AG2R La Mondiale             | m.t                |
| 9e               | Julien Duval        | France           | Armée de Terre               | m.t                |
| 10e              | Edwin Ávila         | Colombie         | Colombia                     | m.t                |
| modifier         |                     |                  |                              |                    |

### UCI Europe Tour
Cette Route Adélie de Vitré attribue des points pour l'UCI Europe Tour 2015, par équipes seulement aux coureurs des équipes continentales professionnelles et continentales, individuellement à tous les coureurs sauf ceux faisant partie d'une équipe ayant un label WorldTeam.
| Position,          | 1er | 2e | 3e | 4e | 5e | 6e | 7e | 8e | 9e | 10e | 11e | 12e |
| Classement général | 80  | 56 | 32 | 24 | 20 | 16 | 12 | 8  | 7  | 6   | 5   | 3   |

## Liste des participants
- Liste de départ complète

| Légende | Légende                                                                    | Légende | Légende                                                    |
| ------- | -------------------------------------------------------------------------- | ------- | ---------------------------------------------------------- |
| Num     | Dossard de départ porté par le coureur sur cette Route Adélie de Vitré     | Pos     | Position à l'arrivée de la course                          |
|         | Indique un maillot de champion national ou mondial, suivi de sa spécialité | NP      | Indique un coureur qui n'a pas pris le départ de la course |
| AB      | Indique un coureur qui n'a pas terminé la course                           | HD      | Indique un coureur qui a terminé la course hors des délais |

| Cofidis COF                          | Cofidis COF              | Cofidis COF |
| ------------------------------------ | ------------------------ | ----------- |
| Num                                  | Coureur                  | Pos         |
| 1                                    | Julien Simon (FRA)       | 77e         |
| 2                                    | Nacer Bouhanni (FRA)     | 2e          |
| 3                                    | Loïc Chetout (FRA)       | AB          |
| 4                                    | Christophe Laporte (FRA) | 97e         |
| 5                                    | Luis Ángel Maté (ESP)    | 35e         |
| 6                                    | Dominique Rollin (CAN)   | AB          |
| 7                                    | Geoffrey Soupe (FRA)     | 94e         |
| 8                                    | Kenneth Vanbilsen (BEL)  | AB          |
| Directeur sportif : Jean-Luc Jonrond |                          |             |

| Androni Giocattoli-Sidermec AND     | Androni Giocattoli-Sidermec AND | Androni Giocattoli-Sidermec AND |
| ----------------------------------- | ------------------------------- | ------------------------------- |
| Num                                 | Coureur                         | Pos                             |
| 11                                  | Marco Benfatto (ITA)            | 64e                             |
| 12                                  | John Ebsen (DEN)                | 99e                             |
| 13                                  | Carlos Gálviz (VEN)             | 79e                             |
| 14                                  | Simone Stortoni (ITA)           | 36e                             |
| 15                                  | Alessio Taliani (ITA)           | 51e                             |
| 16                                  |                                 |                                 |
| 17                                  |                                 |                                 |
| 18                                  |                                 |                                 |
| Directeur sportif : Roberto Miodini |                                 |                                 |

| AG2R La Mondiale ALM                 | AG2R La Mondiale ALM    | AG2R La Mondiale ALM |
| ------------------------------------ | ----------------------- | -------------------- |
| Num                                  | Coureur                 | Pos                  |
| 21                                   | Julien Bérard (FRA)     | 48e                  |
| 22                                   | Christophe Riblon (FRA) | 104e                 |
| 23                                   | Maxime Daniel (FRA)     | AB                   |
| 24                                   |                         |                      |
| 25                                   | Samuel Dumoulin (FRA)   | 8e                   |
| 26                                   | Patrick Gretsch (GER)   | 38e                  |
| 27                                   | Quentin Jauregui (FRA)  | 103e                 |
| 28                                   |                         |                      |
| Directeur sportif : Artūras Kasputis |                         |                      |

| Colombia COL                        | Colombia COL              | Colombia COL |
| ----------------------------------- | ------------------------- | ------------ |
| Num                                 | Coureur                   | Pos          |
| 31                                  | Edwin Ávila (COL)         | 10e          |
| 32                                  | Cayetano Sarmiento (COL)  | 49e          |
| 33                                  | Leonardo Duque (COL)      | AB           |
| 34                                  | Sebastián Molano (COL)    | 11e          |
| 35                                  | Juan Pablo Valencia (COL) | 78e          |
| 36                                  |                           |              |
| 37                                  |                           |              |
| 38                                  | Carlos Ramírez (COL)      | AB           |
| Directeur sportif : Oliverio Rincón |                           |              |

| FDJ                               | FDJ                     | FDJ |
| --------------------------------- | ----------------------- | --- |
| Num                               | Coureur                 | Pos |
| 41                                | Arnaud Courteille (FRA) | 90e |
| 42                                | Anthony Geslin (FRA)    | 16e |
| 43                                | Lorrenzo Manzin (FRA)   | 62e |
| 44                                | Laurent Pichon (FRA)    | 12e |
| 45                                | Anthony Roux (FRA)      | 18e |
| 46                                | Olivier Le Gac (FRA)    | 53e |
| 47                                | Benoît Vaugrenard (FRA) | 30e |
| 48                                | Arthur Vichot (FRA)     | 74e |
| Directeur sportif : Franck Pineau |                         |     |

| Wallonie-Bruxelles WBC                | Wallonie-Bruxelles WBC   | Wallonie-Bruxelles WBC |
| ------------------------------------- | ------------------------ | ---------------------- |
| Num                                   | Coureur                  | Pos                    |
| 51                                    | Maxime Anciaux (BEL)     | 67e                    |
| 52                                    | Olivier Chevalier (BEL)  | 93e                    |
| 53                                    | Sébastien Delfosse (BEL) | 32e                    |
| 54                                    | Tom Dernies (BEL)        | 89e                    |
| 55                                    | Laurent Évrard (BEL)     | 87e                    |
| 56                                    | Grégory Habeaux (BEL)    | 66e                    |
| 57                                    | Kevyn Ista (BEL)         | 71e                    |
| 58                                    | Thomas Wertz (BEL)       | 83e                    |
| Directeur sportif : Frédéric Amorison |                          |                        |

| Europcar EUC                        | Europcar EUC             | Europcar EUC |
| ----------------------------------- | ------------------------ | ------------ |
| Num                                 | Coureur                  | Pos          |
| 61                                  | Yukiya Arashiro (JPN)    | 20e          |
| 62                                  | Thomas Boudat (FRA)      | AB           |
| 63                                  | Jérôme Cousin (FRA)      | 22e          |
| 64                                  | Dan Craven (NAM) (Route) | 81e          |
| 65                                  | Julien Morice (FRA)      | AB           |
| 66                                  | Fabrice Jeandesboz (FRA) | 69e          |
| 67                                  | Bryan Nauleau (FRA)      | 55e          |
| 68                                  | Thomas Voeckler (FRA)    | 47e          |
| Directeur sportif : Lylian Lebreton |                          |              |

| UnitedHealthcare UHC               | UnitedHealthcare UHC    | UnitedHealthcare UHC |
| ---------------------------------- | ----------------------- | -------------------- |
| Num                                | Coureur                 | Pos                  |
| 71                                 | Marco Canola (ITA)      | 27e                  |
| 72                                 | Hilton Clarke (AUS)     | 88e                  |
| 73                                 | Robert Förster (GER)    | 41e                  |
| 74                                 | John Murphy (USA)       | 95e                  |
| 75                                 |                         |                      |
| 76                                 | Kiel Reijnen (USA)      | 19e                  |
| 77                                 | Daniel Summerhill (USA) | AB                   |
| 78                                 | Tanner Putt (USA)       | 31e                  |
| Directeur sportif : Hendrik Redant |                         |                      |

| Bretagne-Séché Environnement BSE      | Bretagne-Séché Environnement BSE | Bretagne-Séché Environnement BSE |
| ------------------------------------- | -------------------------------- | -------------------------------- |
| Num                                   | Coureur                          | Pos                              |
| 81                                    | Matthieu Boulo (FRA)             | 54e                              |
| 82                                    | Pierrick Fédrigo (FRA)           | 23e                              |
| 83                                    | Romain Feillu (FRA)              | 1er                              |
| 84                                    | Armindo Fonseca (FRA)            | 15e                              |
| 85                                    | Arnaud Gérard (FRA)              | 58e                              |
| 86                                    | Benoît Jarrier (FRA)             | 37e                              |
| 87                                    | Christophe Laborie (FRA)         | 4e                               |
| 88                                    | Maxime Cam (FRA)                 | 102e                             |
| Directeur sportif : Sébastien Hinault |                                  |                                  |

| Cult Energy CLT                  | Cult Energy CLT                 | Cult Energy CLT |
| -------------------------------- | ------------------------------- | --------------- |
| Num                              | Coureur                         | Pos             |
| 91                               | Russell Downing (GBR)           | 13e             |
| 92                               | Karel Hník (CZE)                | 65e             |
| 93                               | Gustav Larsson (SWE)            | 63e             |
| 94                               | Romain Lemarchand (FRA)         | 84e             |
| 95                               | Christian Mager (GER)           | 40e             |
| 96                               | Michael Carbel Svendgaard (DEN) | 26e             |
| 97                               | Joël Zangerlé (LUX)             | 85e             |
| 98                               |                                 |                 |
| Directeur sportif : Luke Roberts |                                 |                 |

| Roubaix Lille Métropole RLM         | Roubaix Lille Métropole RLM | Roubaix Lille Métropole RLM |
| ----------------------------------- | --------------------------- | --------------------------- |
| Num                                 | Coureur                     | Pos                         |
| 101                                 | Julien Antomarchi (FRA)     | 28e                         |
| 102                                 | Rudy Barbier (FRA)          | 50e                         |
| 103                                 | Dieter Bouvry (BEL)         | 45e                         |
| 104                                 | Timothy Dupont (BEL)        | 3e                          |
| 105                                 | Rudy Kowalski (FRA)         | 101e                        |
| 106                                 | Baptiste Planckaert (BEL)   | 7e                          |
| 107                                 | Jimmy Turgis (FRA)          | 52e                         |
| 108                                 | Maxime Vantomme (BEL)       | 56e                         |
| Directeur sportif : Gilles Pauchard |                             |                             |

| RusVelo RVL                        | RusVelo RVL                | RusVelo RVL |
| ---------------------------------- | -------------------------- | ----------- |
| Num                                | Coureur                    | Pos         |
| 111                                | Alexander Evtushenko (RUS) | AB          |
| 112                                | Sergey Firsanov (RUS)      | 24e         |
| 113                                | Alexander Foliforov (RUS)  | AB          |
| 114                                | Petr Ignatenko (RUS)       | AB          |
| 115                                | Kirill Pozdnyakov (RUS)    | 34e         |
| 116                                | Alexander Rybakov (RUS)    | 86e         |
| 117                                | Alexander Serov (RUS)      | 61e         |
| 118                                |                            |             |
| Directeur sportif : Serhiy Honchar |                            |             |

| Armée de Terre ADT               | Armée de Terre ADT      | Armée de Terre ADT |
| -------------------------------- | ----------------------- | ------------------ |
| Num                              | Coureur                 | Pos                |
| 121                              | David Cherbonnet (FRA)  | 59e                |
| 122                              | Romain Combaud (FRA)    | 39e                |
| 123                              | Julien Duval (FRA)      | 9e                 |
| 124                              | Alexis Bodiot (FRA)     | 17e                |
| 125                              | Romain Le Roux (FRA)    | 60e                |
| 126                              | Étienne Tortelier (FRA) | 70e                |
| 127                              | Jérôme Mainard (FRA)    | AB                 |
| 128                              | Benoît Sinner (FRA)     | AB                 |
| Directeur sportif : Jimmy Casper |                         |                    |

| Vorarlberg VBG                    | Vorarlberg VBG           | Vorarlberg VBG |
| --------------------------------- | ------------------------ | -------------- |
| Num                               | Coureur                  | Pos            |
| 131                               | Nicolas Baldo (FRA)      | 46e            |
| 132                               | Víctor de la Parte (ESP) | 43e            |
| 133                               | Patrick Jäger (AUT)      | 98e            |
| 134                               | Clément Koretzky (FRA)   | 25e            |
| 135                               | Manuel Schreiber (AUT)   | NP             |
| 136                               | Christoph Springer (GER) | 82e            |
| 137                               |                          |                |
| 138                               | Nicolas Winter (SUI)     | 68e            |
| Directeur sportif : Werner Salmen |                          |                |

| Auber 93 AUB                     | Auber 93 AUB             | Auber 93 AUB |
| -------------------------------- | ------------------------ | ------------ |
| Num                              | Coureur                  | Pos          |
| 141                              | César Bihel (FRA)        | 21e          |
| 142                              | Maxime Renault (FRA)     | 14e          |
| 143                              | Guillaume Levarlet (FRA) | 42e          |
| 144                              | Julien Guay (FRA)        | 57e          |
| 145                              | Alo Jakin (EST) (Route)  | AB           |
| 146                              |                          |              |
| 147                              | Steven Tronet (FRA)      | 6e           |
| 148                              | Théo Vimpère (FRA)       | 72e          |
| Directeur sportif : Guy Gallopin |                          |              |

| CCT-Champion System CCT         | CCT-Champion System CCT | CCT-Champion System CCT |
| ------------------------------- | ----------------------- | ----------------------- |
| Num                             | Coureur                 | Pos                     |
| 151                             | Darijus Džervus (LTU)   | AB                      |
| 152                             | Morten Gadgaard (DEN)   | AB                      |
| 153                             | Suguru Tokuda (JPN)     | AB                      |
| 154                             | Joshua Haggerty (NZL)   | AB                      |
| 155                             | Yūma Koishi (JPN)       | 91e                     |
| 156                             | Tanzō Tokuda (JPN)      | AB                      |
| 157                             | Ryan Wills (NZL)        | AB                      |
| 158                             | Matthew Zenovich (NZL)  | AB                      |
| Directeur sportif : Walter Maes |                         |                         |

| Marseille 13 KTM M13                    | Marseille 13 KTM M13      | Marseille 13 KTM M13 |
| --------------------------------------- | ------------------------- | -------------------- |
| Num                                     | Coureur                   | Pos                  |
| 161                                     | Rémy Di Grégorio (FRA)    | 44e                  |
| 162                                     | Julien El Fares (FRA)     | 73e                  |
| 163                                     | Alexandre Blain (FRA)     | 29e                  |
| 164                                     | Julien Loubet (FRA)       | 76e                  |
| 165                                     | Clément Penven (FRA)      | 96e                  |
| 166                                     | Benjamin Giraud (FRA)     | 5e                   |
| 167                                     | Evaldas Šiškevičius (LTU) | 75e                  |
| 168                                     | Grégoire Tarride (FRA)    | AB                   |
| Directeur sportif : Freddy Lecarpentier |                           |                      |

| Kinan KIN                          | Kinan KIN            | Kinan KIN |
| ---------------------------------- | -------------------- | --------- |
| Num                                | Coureur              | Pos       |
| 171                                | Jai Crawford (AUS)   | 92e       |
| 172                                | Loïc Desriac (FRA)   | 33e       |
| 173                                | Gregor Gazvoda (SLO) | 100e      |
| 174                                | Kenji Itami (JPN)    | AB        |
| 175                                | Ryōma Nonaka (JPN)   | 80e       |
| 176                                | Kyohei Mizuno (JPN)  | AB        |
| 177                                |                      |           |
| 178                                |                      |           |
| Directeur sportif : Tetsuya Ishida |                      |           |